# Sven Findeisen
Sven Findeisen (* 25. April 1930 in Tallinn, Estland; † 21. Juli 2023 in Neumünster) war ein deutscher evangelischer Theologe evangelikaler Prägung, Pastor der Nordelbischen Kirche und leitendes Mitglied der Bekenntnisbewegung „Kein anderes Evangelium“. Findeisen war ein Experte für Marc Chagall.

## Leben und Wirken
Nach eigenen Aussagen hatte Findeisen mit 14 Jahren als Hitlerjunge eine große Begeisterung für den Krieg. Durch die nach dem Krieg gewonnenen Erkenntnisse über die Zeit des Nationalsozialismus machte die Begeisterung einem tiefen Nihilismus Platz. Findeisen wollte aus der Kirche austreten, doch durch die Beschäftigung mit Albert Schweitzer fand er mit 16 Jahren Zugang zu Jesus Christus. Von 1948 bis 1950 war er im Carl-Hunnius-Internat in Wyk auf Föhr, wo er das Abitur ablegte. Er begann in der Bibel zu lesen und fand zu einem persönlichen christlichen Glauben. In den 1950er Jahren nahm er ein Studium der Theologie auf. Die Beschäftigung mit der Historisch-kritischen Bibelkritik führte nach eigenem Erleben zunächst zu einem Verlust der Glaubensgewissheit. Doch schließlich sei es ihm gelungen, Glauben und Denken zusammenzuhalten.
1959 wurde er Pastor der Nordelbischen Kirche und mit einer Gemeindearbeit in Neumünster betraut.
Von 1971 bis 1978 war Findeisen am GRZ Krelingen tätig. Im November 1972 rief er zusammen mit dem Gründer des Geistlichen Rüstzentrums Krelingen, Heinrich Kemner, die Studienarbeit des Rüstzentrums ins Leben. Es handelte sich dabei um einen Vorstudiengang, mit dem der Verunsicherung mancher Studenten durch die stark historisch-kritische Auslegung der Bibel an den Universitäten entgegengewirkt werden sollte. Im Zuge dieser Arbeit entstanden „Theokreise“, Tagungen, Seminare und Freizeiten, die schließlich 1981 zur Gründung der (erst einige Zeit später so genannten) Bodelschwingh-Studienstiftung führten, die in Marburg ein Studienhaus betreut. 1997 wurde er in den Ruhestand verabschiedet, wo er sich noch bis 2014 ehrenamtlich in der Studentenausbildung engagierte, Vorträge hielt und predigte. Als Fachmann für den Maler Marc Chagall organisierte er Studienreisen zu dessen Wirkungsstätten, vor allem in Frankreich. Zudem begleitete er
Studienreisen nach Israel und nach Russland.
Er gehörte zum Hauptvorstand der Deutschen Evangelischen Allianz, zum Geschäftsführenden Ausschuss der Bekenntnisbewegung „Kein anderes Evangelium“ und zum Vorstand der Konferenz Bekennender Gemeinschaften in den Evangelischen Kirchen Deutschlands. Von 1975 bis 1987 war er berufenes Mitglied der Generalsynode der Vereinigten Evangelisch-Lutherischen Kirche Deutschlands (VELKD).
Findeisen war seit 1959 mit seiner Frau Ruth († 1999) verheiratet. Das Paar bekam vier Kinder. Die drei Söhne sind Theologen.

## Werke
- Kurs ins Leben. Bibelkurs zur Einführung in das Leben als Christ. Hrsg. im Auftrag der Deutschen Evangelischen Allianz, 1975, ISBN 3-417-00541-8
- Die Geistliche Gemeinde-Erneuerung in der evangelischen Kirche : eine Stellungnahme zu dieser charismatischen Bewegung. Idea, Wetzlar 1985.
- Unter dem weiten Bogen: mein Leben. R. Brockhaus, Wuppertal 2002, ISBN 978-3-417-11822-3.
- Marc Chagall. Maler des Unsichtbaren. Brunnen Verlag, Gießen 2007, ISBN 978-3-7655-3894-0.
- ‘Großvater, erklär uns die Welt‘. Zur Orientierung für morgen. Think Food – statt Fast Food. Lutherische Verlagsgesellschaft, Kiel 2019, ISBN 978-3-87503-236-9.

Als Mitautor
- mit Hellmuth Frey und Wilhelm Johanning: Das Kreuz Jesu und die Krise der evangelischen Kirche. Fragen, die uns die Theologie Ernst Käsemanns aufgibt. Liebenzeller Studienhefte, Verlag der Liebenzeller Mission, Bad Liebenzell 1967.
- mit Lothar Gassmann (Hrsg.): Gefahr für die Seele. Seelsorge zwischen Selbstverwirklichung und Christuswirklichkeit. Hänssler, Neuhausen-Stuttgart 1986, ISBN 978-3-7751-1122-5.

## Medien
- Bibel TV. Das Gespräch: Leben im Zeitbruch. Interview mit Sven Findeisen.